# Altenmünster
Altenmünster è un comune tedesco di 3 793 abitanti, situato nel land della Baviera.